# الاستكمال الرياضي بفروق نيوتن
اكتشف طريقة الاستكمال العالم الهندي القديم آرياباتا حينما كان يقيس أطوال الأقواس المناظرة للزوايا في الدائرة حيث وصل الي الاستكمال من الدرجة الثانية .
ويعتبر الاستكمال الرياضي الموضوع الأبرز في التحليل العددي ، إذ يشكل قلب ونواة التحليل العددي الكلاسيكي. وذلك لسبيبن رئيسيين، السبب الأول يعود لحاجتنا المستمرة في البحث عن قيمة لدالة من بيانات مجدولة أثناء معظم المسائل الحسابية، أما في تلك المسائل والنقاشات الغير مجدولة فلكي نجد قيمة للدالة عند واحدة أو أكثر من النقاط الغير مدرجة في جدول البيانات، فلابد لنا من أن نستكمل تلك الدالة ونستخدم طرق الاستكمال. والأكثر من ذلك أن الحاجة للاستكمال تكمن في كون أن البيانات المجدولة التي تُعطى إلينا في معظم المسائل تكون لها من الدقة العالية الشيء الكثير، حتى وإن كانت بيانات محدودة. لذلك قدم التحليل العددي الكلاسيكي مجموعة متطورة جدا من الطرق المختلفة للاستكمال الرياضي. أما بالنسبة للسبب الثاني لأهمية الاستكمال الرياضي فيعود لكون أن معظم الطرق العددية الكلاسيكية في شتى القطاعات قد تم استناتجها واشتقاقها من طرق الاستكمال(Interpolation Formulas [الإنجليزية])، فتلك الطرق العددية المستخدمة في الاشتقاقات، تكاملات المعادلات التفاضلية العادية، المعادلات التربيعية، وغيرها من قطاعات التحليل العددي الكلاسيكي قد طُورت واشتُـقّـت مباشرةً انطلاقًا من طرق الاستكمال الرياضي. بالرغم من أن الطرق المستخدمة في التحليل العددي الحديث لا تعتمد ذاك الاعتماد الكبير على طرق الاستكمال؛ لوجود طرق أخرى اشتُقت منها إلا أن هذا لا يتعارض مع الدور الكبير والفائدة الجمة للاستكمال وطرق الاستكمال.

## طرق الاستكمال
- الاستكمال الرياضي له العديد من الطرق، منها:
- الاستكمال بطريقة لاجرانج (Lagrangian Interpolation).
- الاستكمال بطريقة لاجرانج على الفترات المتساوية (Lagrangian Interpolation at equal intervals).
- الاستكمال بالفروق المنتهية (Finite Differences Formulas).
- الاستكمال بطريقة نيوتن الأمامية والخلفية (Newton’s Forward/Backward Formulas) .
- الاستكمال بطريقة جاوس الأمامية والخلفية (Gauss Forward/Backward Formulas).
- الاستكمال بطريقة سترلينغ (Stirling’s Formula).
- الاستكمال بطريقة بيزييل (Bessel’s Formula).

ونظرًا لأهمية طرق الاستكمال باستخدام الفروق في الكثير من المسائل والتطبيقات الحسابية، خصصنا هذا الموضوع لمناقشة إحدى أهم هذه الطرق، ألا وهي الاستكمال بفروق نيوتن الأمامية والخلفية.

## تقديم رياضي للاستكمال
نفترض أن لدينا دالة {\displaystyle f(x)} معرفة وقابلة للاشتقاق، لها قيم معينة عند مجموعة محددة من النقاط، حيث أن هذه المجموعة من النقاط تسمى بالنقاط المجدولة (tabular points) التي يتم الاعتماد عليها كثيرًا أثناء الاستكمال. الآن الهدف من الاستكمال يكمن في الحصول على قيمة تقريبة للدالة عند واحدة أو أكثر من النقاط الأخرى الغير مدرجة في الجدول، بحيث أن هذا التقريب سيحد من الخطأ الناتج بين القيمة الفعلية والصحيحة للدالة عند النقطة والقيمة التقريبية لها بعد الاستكمال.                            وصلتنا الرياضية التالية هي الحصول على تقريب للدالة {\displaystyle f(x)} من خلال اعتبار أن النقاط والقيم المجدولة المعطاة تمثل الدالة {\displaystyle y(x)} التي تعطي قيمًا متساوية مع قيم الدالة {\displaystyle f(x)} ( وكذلك بالنسبة لقيم مشتقتها إن وجدت ).
```
الدالة 
المستكملة
 تُعطى بالعلاقة : 
 (1)	 

  

    

      

        
f

        
(

        
x

        
)

        
=

        

          
∑

          

            
j

            
=

            
1

          

          

            
n

          

        

        

          
l

          

            
j

          

        

        
(

        
x

        
)

        
f

        
(

        

          
a

          

            
j

          

        

        
)

        
+

        
E

        
(

        
x

        
)

        
=

        
y

        
(

        
x

        
)

        
+

        
E

        
(

        
x

        
)

      

    

    
{\displaystyle f(x)=\sum _{j=1}^{n}l_{j}(x)f(a_{j})+E(x)=y(x)+E(x)}

  

```

والعلاقة العامة أكثر للاستكمال هي: 
```
 (2)     

  

    

      

        
f

        
(

        
x

        
)

        
=

        

          
∑

          

            
j

            
=

            
1

          

          

            
n

          

        

        

          
∑

          

            
i

            
=

            
0

          

          

            

              
m

              

                
j

              

            

          

        

        

          
A

          

            
i

            
j

          

        

        
(

        
x

        
)

        

          
f

          

            
(

            
i

            
)

          

        

        
(

        

          
a

          

            
j

          

        

        
)

        
+

        
E

        
(

        
x

        
)

      

    

    
{\displaystyle f(x)=\sum _{j=1}^{n}\sum _{i=0}^{m_{j}}A_{ij}(x)f^{(i)}(a_{j})+E(x)}

  

```

الهدف هو تحديد {\displaystyle l_{j}(x)} بحيث أن                                                               
```
   (3)                    

  

    

      

        
E

        
(

        

          
a

          

            
j

          

        

        
)

        
=

        
0

        
,

        

        
j

        
=

        
1

        
,

        
.

        
.

        
.

        
,

        
n

      

    

    
{\displaystyle E(a_{j})=0,\qquad j=1,...,n}

  

```

تكون مستقلة عن الدالة {\displaystyle f(x)} . و بصورة عامة، لأي نقطة غير مجدولة   {\displaystyle E(x)\neq 0}  نحن نسعى بطرق الاستكمال إلى تحديد  {\displaystyle l_{j}(x)}   بحيث أن  (3) تتحقق، ولإيجاد تمثيل لـ  {\displaystyle E(x)}  بحيث يمكننا تقدير الخطأ أو على الأقل حده للقيم  {\displaystyle x\neq a_{j},\;j=1,...,n}

## الاستكمال بطريقة نيوتن

### صيغة نيوتن الأمامية
تُعطى صيغة نيوتن الأمامية بالعلاقة التالية:
```
(4) 

  

    

      

        
y

        
(

        
m

        
)

        
=

        

          
f

          

            
o

          

        

        
+

        
(

        
m

        

          
)

          

            
1

          

        

        
△

        

          
f

          

            
o

          

        

        
+

        
(

        
m

        

          
)

          

            
2

          

        

        

          
△

          

            
2

          

        

        

          
f

          

            
o

          

        

        
+

        
.

        
.

        
.

        
+

        
(

        
m

        

          
)

          

            
n

          

        

        

          
△

          

            
n

          

        

        

          
f

          

            
o

          

        

        
=

        

          
∑

          

            
j

            
=

            
0

          

          

            
n

          

        

        
(

        
m

        

          
)

          

            
j

          

        

        

          
△

          

            
j

          

        

        

          
f

          

            
o

          

        

      

    

    
{\displaystyle y(m)=f_{o}+(m)_{1}\triangle f_{o}+(m)_{2}\triangle ^{2}f_{o}+...+(m)_{n}\triangle ^{n}f_{o}=\sum _{j=0}^{n}(m)_{j}\triangle ^{j}f_{o}}

  

```

حيث أن هذه الصيغة تم توليدها كغيرها من الصيغ باستخدام ما يعرف بمخطط لوزيينغ (The lozenge diagram)،حيث عمليات التوليد هذه من المخطط تؤكد أن أي صيغة للفروق تحوي n من الحدود، هي مكافئة جبريًا لصيغة لاجرانج على الفترات المتساوية. وسنقدم برهانًا يوضح كيف أن صيغة نيوتن الأمامية تحقق هذه النتيجة. 
كما أن برهان النتيجة السابقة يتطلب توضيح أن:
1. على الأقل واحدة من صيغ الفروق المنتهية للاستكمال لها هذه الخاصية، وسنعنى بإثبات تحقق ذلك على صيغة نيوتن الأمامية في الفقرة التالية.
2. جميع الصيغ التي تنتهي بنفس الفروق تكون متكافئة جبريًا، بغض النظر عن المسارات التي تم المرور عليه اأثناء العمل على مخطط لوزيينغ.

### البــرهان
نريد أن نثبت أن العلاقة (4) تكافئ جبريًا صيغة لاجرانج الاستكمالية على الفترات المتساوية للنقاط {\displaystyle a_{o},a_{1},...,a_{n}} .
من كون {\displaystyle (m)_{n}} كثيرة حدود من الدرجة  n في m، فيكفي إثبات أن {\displaystyle y(i)}  في العلاقة (4) تساوي {\displaystyle f_{i},i=0,...,n} 
ومن ثم فإن {\displaystyle y(m)} ستكون كثيرة حدود وحيدة من الدرجة n، والمارة بال n+1 نقطة للدالة {\displaystyle f_{i}}.
باستخدام (4) والعلاقة {\displaystyle \triangle ^{i}f(x)=\sum _{k=1}^{j}(-1)^{j-k}{j \choose K}f(x+kh)}
نجد أن
{\displaystyle y(i)=\sum _{j=0}^{n}(i)_{j}\triangle ^{j}f_{o}=\sum _{j=0}^{n}\sum _{k=0}^{j}(-1)^{j-k}(i)_{j}{j \choose k}f_{k}}
```
(5) 

  

    

      

        
=

        

          
∑

          

            
k

            
=

            
0

          

          

            
n

          

        

        

          
∑

          

            
j

            
=

            
k

          

          

            
n

          

        

        
(

        
−

        
1

        

          
)

          

            
j

            
−

            
k

          

        

        
(

        
i

        

          
)

          

            
j

          

        

        

          

            

              
(

            

            

              
j

              
k

            

            

              
)

            

          

        

        

          
f

          

            
k

          

        

        

        
i

        
=

        
0

        
,

        
.

        
.

        
.

        
,

        
n

      

    

    
{\displaystyle =\sum _{k=0}^{n}\sum _{j=k}^{n}(-1)^{j-k}(i)_{j}{j \choose k}f_{k}\quad i=0,...,n}

  

```

عوامل {\displaystyle f_{r}} في {\displaystyle y(i)} تُعطى بالعلاقة:
```
(6) 

  

    

      

        

          
∑

          

            
j

            
=

            
r

          

          

            
i

          

        

        
(

        
−

        
1

        

          
)

          

            
j

            
−

            
r

          

        

        
(

        
i

        

          
)

          

            
j

          

        

        

          

            

              
(

            

            

              
j

              
r

            

            

              
)

            

          

        

      

    

    
{\displaystyle \sum _{j=r}^{i}(-1)^{j-r}(i)_{j}{j \choose r}}

  

```

لكل {\displaystyle r>i} فإن هذا المعامل مساوي للصفر؛ من كون  {\displaystyle (i)_{j}=0} عندما {\displaystyle i<j}. عندما {\displaystyle r=i} فإن الحد الغير صفري الوحيد في (6) لكل  {\displaystyle j=r} يساوي 1. وعندما  {\displaystyle r<i} فإن العلاقة (6) يمكن كتابتها على الشكل:
```
(7)   

  

    

      

        

          
∑

          

            
j

            
=

            
r

          

          

            
i

          

        

        
(

        
−

        
1

        

          
)

          

            
j

            
−

            
r

          

        

        

          

            

              
(

            

            

              
i

              
j

            

            

              
)

            

          

        

        

          

            

              
(

            

            

              
j

              
r

            

            

              
)

            

          

        

      

    

    
{\displaystyle \sum _{j=r}^{i}(-1)^{j-r}{i \choose j}{j \choose r}}

  

```

ومن ثم نجد أن الطرف الأيمن من العلاقة (5) ما هو إلا {\displaystyle f_{i}} ،وبذلك يتم البرهان.
باستخدام مخطط لوزيينغ (Lozenge diagram) يمكن توليد العديد من صيغ الاستكمال، ومنها صيغة نيوتن الخلفية.

### صيغة نيوتن الخلفية
في مخطط لوزيينغ بالابتداء من {\displaystyle f_{o}} والتحرك على طول المستقيمات سالبة الميل وباتجاه اليمين، نتوصل إلى أن :
```
(8) 

  

    

      

        
y

        
(

        
m

        
)

        
=

        

          
f

          

            
o

          

        

        
+

        
(

        
m

        

          
)

          

            
1

          

        

        
△

        

          
f

          

            
−

            
1

          

        

        
+

        
(

        
m

        
+

        
1

        

          
)

          

            
2

          

        

        

          
△

          

            
2

          

        

        

          
f

          

            
−

            
2

          

        

        
+

        
.

        
.

        
.

        
+

        
(

        
m

        
+

        
n

        
−

        
1

        

          
)

          

            
n

          

        

        

          
△

          

            
n

          

        

        

          
f

          

            
−

            
n

          

        

      

    

    
{\displaystyle y(m)=f_{o}+(m)_{1}\triangle f_{-1}+(m+1)_{2}\triangle ^{2}f_{-2}+...+(m+n-1)_{n}\triangle ^{n}f_{-n}}

  

```

حيث هذه العلاقة تكافئ صيغة لاجرانج (Lagrangian formula) باستخدام النقاط  {\displaystyle a_{o},a_{-1},...,a_{-n}} .

## الاستكمال بطريقة نيوتن وتطبيقات الحياة
تعتبر الرياضيات من أكثر العلوم صلة بالتطبيقات العملية الحياتية، لذلك فإنه ليس من الغريب أن يكون للاستكمال والاستكمال بطريقة نيوتن النصيب الكبير من هذه التطبيقات. 
من أهم القطاعات التي يستخدم فيها الاستكمال بكثرة، نذكر منها ما يلي:
- قطاعات الإحصاء والتنبؤ الرياضي.
- القطاعات الهندسية، وخصوصَا الهندسة الفيزيائية والكيميائية.
- معالجة الصور وعملية إعادة تكوين الكثافة النقطية للصورة (decimation)
- مسائل الديناميكا الحرارية.
- قطاعات التصميم والجرافيك والتي تستخدم بكثرة طرق الاستكمال الخطي(استيفاء خطي) أو ما بعرف بـ"LERP".

### أمثلة محلولة
مثال(1):                                                                                                                                                       فيما يلي جدول يحوي بيانات لدرجة الحرارة و الضغط لغاز  . باستخدام صيغة نيوتن أوجد ضغط الغاز عند درجة حرارة 142°م.
| درجة الحرارة ( م°) | 140   | 150   | 160   | 170   | 180    |
| ------------------ | ----- | ----- | ----- | ----- | ------ |
| الضغط (باسكال)     | 3.685 | 4.854 | 6.302 | 8.076 | 10.225 |

الحل:
نلاحظ أن 142°م تقترب من بداية الجدول لذلك نستخدم صيغة نيوتن الأمامية.
| x (درجة الحرارة) | y (الضغط) | {\displaystyle \triangle } | {\displaystyle \triangle ^{2}} | {\displaystyle \triangle ^{3}} | {\displaystyle \triangle ^{4}} |  |
| ---------------- | --------- | -------------------------- | ------------------------------ | ------------------------------ | ------------------------------ |  |
| 140              | 3.685     | 1.169                      | 0.279                          | 0.047                          | 0.002                          |  |
| 150              | 4.854     | 1.448                      | 0.326                          | 0.049                          |                                |  |
| 160              | 6.302     | 1.774                      | 0.375                          |                                |                                |  |
| 170              | 8.076     | 2.149                      |                                |                                |                                |  |
| 180              | 10.225    |                            |                                |                                |                                |  |

لدينا :            {\displaystyle x_{o}=140,y_{o}=3.685,h=10}    بالتالي :   {\displaystyle t=2{\frac {x-x_{o}}{h}}={\frac {142-140}{10}}=0.2}
لدينا صيغة نيوتن: 
```

  

    

      

        

          
y

          

            
t

          

        

        
=

        

          
y

          

            
o

          

        

        
+

        
t

        
△

        

          
y

          

            
o

          

        

        
+

        

          

            

              
t

              
(

              
t

              
−

              
1

              
)

            

            

              
2

              
!

            

          

        

        

          
△

          

            
2

          

        

        

          
y

          

            
o

          

        

        
+

        

          

            

              
t

              
(

              
t

              
−

              
1

              
)

              
(

              
t

              
−

              
2

              
)

            

            

              
3

              
!

            

          

        

        

          
△

          

            
3

          

        

        

          
y

          

            
o

          

        

        
+

        
.

        
.

        
.

      

    

    
{\displaystyle y_{t}=y_{o}+t\triangle y_{o}+{t(t-1) \over 2!}\triangle ^{2}y_{o}+{t(t-1)(t-2) \over 3!}\triangle ^{3}y_{o}+...}

  

```

{\displaystyle =3.685+0.2(1.199)+{(0.2)(0.2-1) \over 2!}0.279+{(0.2)(0.2-1)(0.2-2) \over 3!}0.047+{0.2(0.2-1)(0.2-2)(0.2-3) \over 4!}0.002}
{\displaystyle \simeq 3.899}
إذن ضغط الغاز عندما تبلغ درجة حرارته 142 م° هو 3.899 باسكال.
__________________________________________________
مثال(2):
استخدم صيغة نيوتن للاستكمال في إيجاد عدد الطلاب الذين حصلوا على علامات ليست أكثر من 45 من خلال البيانات التالية :
| العلامات   | 30-40 | 40-50 | 50-60 | 60-70 | 70-80 |
| ---------- | ----- | ----- | ----- | ----- | ----- |
| عدد الطلاب | 31    | 42    | 51    | 35    | 31    |

الحل:
| العلامات  | عدد الطلاب | {\displaystyle \triangle } | {\displaystyle \triangle ^{2}} | {\displaystyle \triangle ^{3}} | {\displaystyle \triangle ^{4}} |  |
| --------- | ---------- | -------------------------- | ------------------------------ | ------------------------------ | ------------------------------ |  |
| أقل من40  | 31         |                            |                                |                                |                                |  |
| أقل من50  | 42         | 42                         | 9                              |                                |                                |  |
| أقل من 60 | 51         | 51                         | 16-                            | 25-                            |                                |  |
| أقل من 70 | 35         | 35                         | 4-                             | 17                             | 37                             |  |
| أقل من 80 | 31         | 31                         |                                |                                |                                |  |

بالتالي فإن:  {\displaystyle t={45-40 \over 10}={5 \over 10}}
وباستخدام صيغة نيوتن الأمامية نجد أن:
{\displaystyle y=31+0.5(42)+{\frac {0.5(0.5-1)}{2!}}(9)+{\frac {0.5(0.5-1)(0.5-2)}{3!}}(-25)+{\frac {0.5(0.5-1)(0.5-2)(0.5-3)}{4!}}(37)}
{\displaystyle =47.868\simeq 48}
إذن عدد الطلاب الذين حصلوا على علامات ليست أكثر من 45 هو 48 طالب.